# Mézières-en-Brenne
Mézières-en-Brenne is een gemeente in het Franse departement Indre (regio Centre-Val de Loire) en telde op 1 januari 2022 956 inwoners (1176 inw - 2007, 1160 inw - 1999). De plaats maakt deel uit van het arrondissement Le Blanc. De gemeente is verbroederd met Watou in België en Barzanò in Italië.

## Geografie
De oppervlakte van Mézières-en-Brenne bedroeg op 1 januari 2022 57,57 vierkante kilometer; de bevolkingsdichtheid was toen 16,6 inwoners per km².

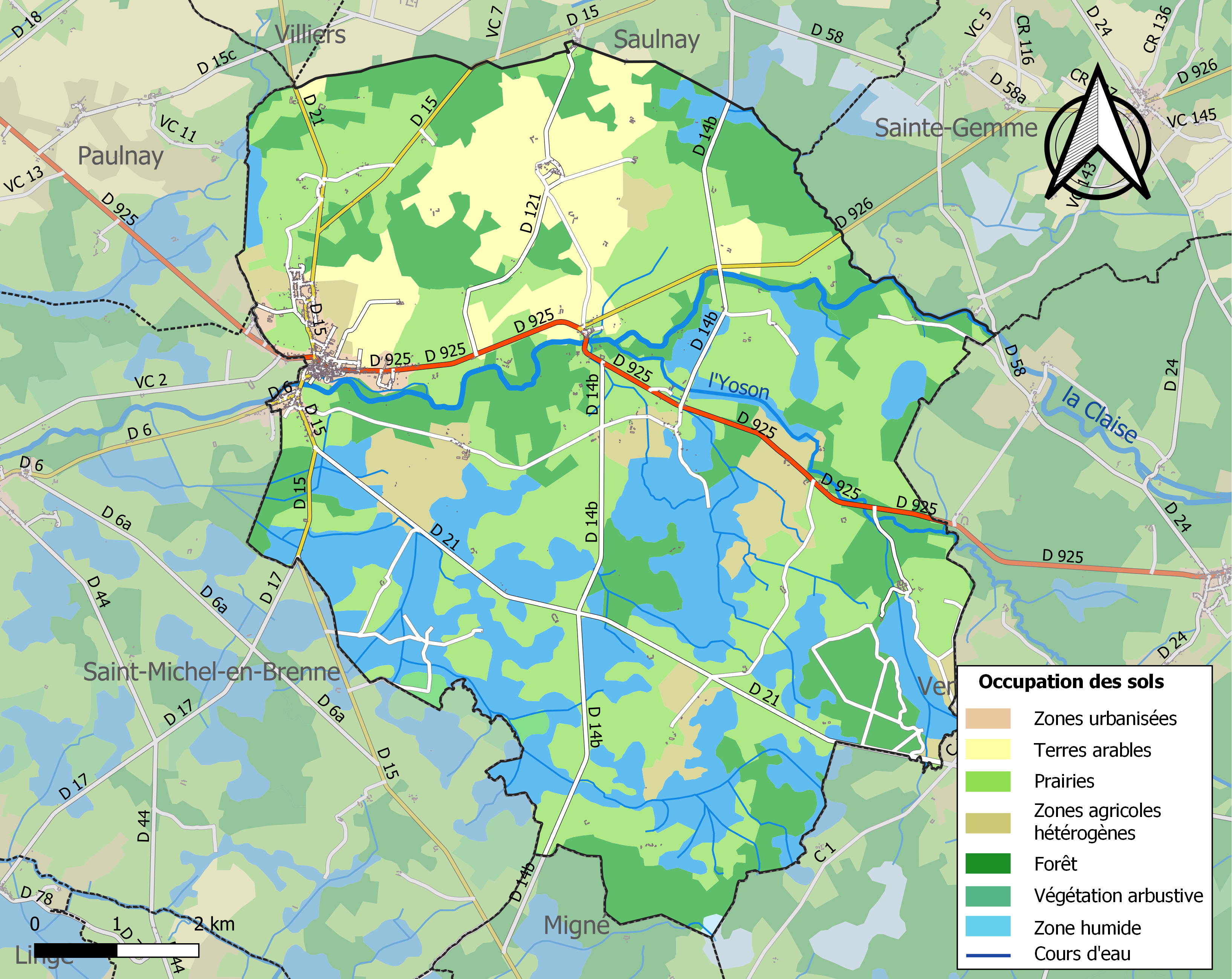
Kaart van de gemeente met belangrijkste infrastructuur, bodemgebruik en omliggende gemeenten

## Demografie
Onderstaande figuur toont het verloop van het inwonertal (bron: INSEE-tellingen).

## Bezienswaardigheden
- Resterende torens van het kasteel uit de 10de eeuw waar ook de Heren van Anjou verbleven in de 15de een 16de eeuw.
- Een oude watermolen waar de toeristische dienst is gevestigd.
- De kerk Sainte-Marie Madeleine die gebouwd werd door Alix de Brabant en sinds 1842 is beschermd.